# 松川 (福島県)
松川（まつかわ）は、山形県米沢市および福島県福島市を流れる阿武隈川水系の一級河川である。山形県内では前川と呼ばれる。

## 地理
山形県米沢市南東部の吾妻連峰の山々に源を発し東へ流れる。福島県福島市へ入り、福島盆地中央の信夫山の北側を流れ、福島市本内で阿武隈川に合流する。上流は磐梯朝日国立公園内を流れる。福島市安養寺付近から扇状地つくり、一帯に果樹園が広がる。JR東日本の奥羽本線・山形新幹線の福島駅から板谷峠までは、ほぼ松川に沿っている。
福島市街地の松川河川敷には松川運動公園や緑地公園が整備されている。堤防には桜並木が整備され、福島市内の桜の花見の名所の1つとなっている。

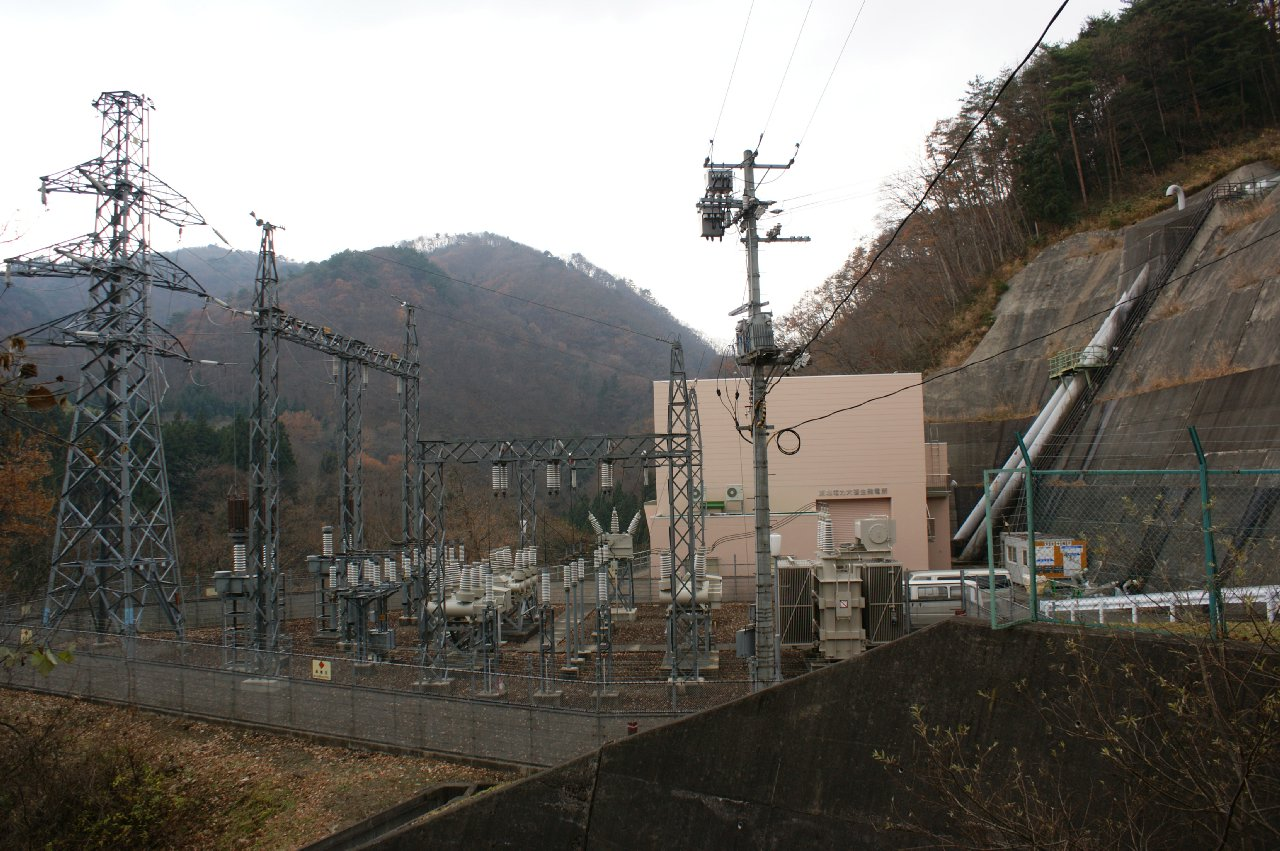
東北電力・大笹生発電所

## 歴史
- 1600年：松川の戦い。1600年の関ヶ原の戦いにあわせ、陸奥国では西軍の上杉景勝と東軍の伊達政宗による小競り合いが各地で展開された。このときに上杉軍と福島に攻め込んだ伊達軍による戦いが「松川の戦い」である。当時の松川は信夫山の北側を流れる現在の流路ではなく信夫山の南側を流れていた。したがって松川の戦いは信夫山の北側ではなく南側（現在の福島市街地）が戦場となった。現在、信夫山南側には祓川（はらいがわ）が流れているが、これが古い松川の名残であるとされる。
- 1635年：洪水により信夫山の北側を流れる現在の流路になる（1637年説もある）。
- 1932年：阿武隈川合流地点域の改修工事開始（1938年完成）。
- 1950年：国の直轄事業の松川第1堰堤工事を実施。
- 1964年：流路工施設の着工。
- 2004年：砂防堰堤全15基が完成。

## 支流
- 大滝沢
- 鎌沢
- 蟹ヶ沢
  - 四郎右ェ門沢
- 大沢
- 祓川

## 自然景勝地
- 三階滝（前川）
- 潜滝
- 大滝（大滝沢）

## 橋梁
下流より記載
- 松川橋 - 国道4号
- 東北新幹線
- 信夫大橋 - 国道13号
- 東北本線第二松川橋梁
- 清水大橋 - 国道13号福島西道路
- 川寒橋（がさぶばし） - 福島市道20号泉前原線
- 福島交通飯坂線
- 上松川橋 - 福島県道3号福島飯坂線
- 阿保原橋 - 福島市道52号成出西南舘線（人道橋）
- 新松川橋 - 福島市道23号仁井田笹谷線
- 吾妻橋 - 東北自動車道
- 大萱橋 - 福島市道17号鳥川大笹生線
- 松川水管橋
- 長老橋 - 福島県道5号上名倉飯坂伊達線
- 奥松川橋 - 福島市道116号佐原折戸線福島西部広域農道
- 奥羽本線松川橋梁

## 周辺施設
- 姥湯温泉
- 滑川温泉
- 福島刑務所
- 福島県立福島商業高等学校
- 福島市信夫ヶ丘競技場
- 福島市信夫ヶ丘球場